# Otto Flohr (Schiff)
Die Otto Flohr war ein 1939 gebauter deutscher Seitentrawler der Fischfangreederei „Nordsee“ Deutsche Hochseefischerei AG in Wesermünde. Im Zweiten Weltkrieg diente das Schiff in der Kriegsmarine als Hilfsminensucher M 1801 und M 4450. 1945 ging es als Kriegsbeute an Frankreich und fuhr wieder im Fischfang – bis 1951 als Otarie, anschließend in Deutschland zunächst als Saarland und ab 1954 als Preußen, die 1962 abgewrackt wurde. Namensgeber des Schiffs war der Bremer Kaufmann und Politiker Otto Flohr.

## Bau und technische Daten
Die zunehmende Ausweitung der Fanggebiete der deutschen Fischerei in den 1930er Jahren, forciert durch die Autarkiepolitik der Nationalsozialisten, stellte auch neue Anforderungen an den Schiffbau: Eine längere Seeausdauer mit erhöhter Reichweite, mehr Lagerplatz und eine höhere Geschwindigkeit erforderten immer größere Schiffe. Zugleich hatten Verbesserungen der Seefähigkeit in die Konstruktionen einzufließen. Mit diesen Eigenschaften bestellte die „Nordsee“ Deutsche Hochseefischerei AG bei der Deschimag, Werk Seebeck in Wesermünde, die Otto Flohr und drei Schwesterschiffe. Unter der Baunummer 629 erfolgte der Stapellauf der Otto Flohr im Juni 1939, die Ablieferung einen Monat später.
Das Schiff war mit 638 BRT vermessen. Es war 57,01 Meter lang, 8,58 Meter breit und hatte 4,43 Meter Tiefgang. Eine Dreifach-Expansionsmaschine leistete 750 PS und brachte das Schiff auf 12,5 Knoten. Die Reichweite betrug 8400 Seemeilen bei 12 Knoten und einem Verbrauch von 350 Tonnen Kohle. Die Lagerkapazität betrug 5000 Korb Fisch (Zentner).

## Geschichte

### Fangreisen alsOtto Flohr1939
Im Juli und August 1939 unternahm die Otto Flohr (Fischereikennzeichen PC 317) zwei Fangreisen zur Bäreninsel. Nach dem Auslaufen zur dritten Reise erreichte sie am 25. August der Befehl an alle deutschen Schiffe zur Rückkehr in die Heimathäfen. Im Rahmen der Mobilmachung wurde sie am 5. September von der Kriegsmarine erfasst und übernommen.

### Hilfsminensucher in der Deutschen Kriegsmarine 1939–1945
Die Otto Flohr wurde mit sieben anderen Fischdampfern der 18. Minensuchflottille zugeteilt und erhielt als Führerboot die Kennung M 1801. Der Umbau bei der Bremer Vulkan begann am 6. September, einschließlich der Montage eines 75-mm-Geschützes und eines schweren Maschinengewehrs. Im Laufe des Krieges wurde die Bewaffnung weiter verstärkt. Die Indienststellung erfolgte am 21. September 1939.
Zunächst wurde die Otto Flohr mit der 18. Minensuchflottille im Sicherungsdienst in der Nordsee eingesetzt, nach der Besetzung Norwegens dann ab Ende Juni 1940 an der norwegischen Küste. Für das Unternehmen Seelöwe, die geplante Invasion Großbritanniens, verlegte sie nach Boulogne-sur-Mer in Frankreich, kehrte nach Absage der Landung in die Nordsee zurück und diente zwischen Skagerrak und Belgien auch in der Geleitsicherung. Für das Unternehmen Barbarossa, den Überfall auf die Sowjetunion, verlegte sie in die Ostsee, wo sie bis Januar 1942 verblieb. Vor dem Kanaldurchbruch der Schlachtschiffe Scharnhorst und Gneisenau sowie des Schweren Kreuzers Prinz Eugen war sie ab dem 7. Februar 1942 an der Beseitigung deutsche Minensperren in der Nordsee beteiligt. Dabei erfolgten am 10. Februar zwei Explosionen, die sie schwer beschädigten. Die Reparatur bei der Deschimag, Werk Seebeck in Wesermünde, dauerte bis August 1942. Sie fuhr noch einmal in die Ostsee nach Reval, bevor die Flottille wieder an die Kanal- und Atlantikküste verlegt werden sollte.
Die 18. Minensuchflottille wurde im November 1942 aufgelöst, ihre Mannschaften bildeten die neu aufgestellte 28. Minensuchflottille. Die Boote wurden am 15. Januar 1943 der 44. Minensuchflottille überstellt und die Otto Flohr erhielt nun die Kennung M 4450. Der Marsch zum neuen Einsatzgebiet Biskayaküste begann am 1. Februar 1943. Danach leistete sie dort Minensuch- und Geleitdienst, letzteres vor allem für ein- und auslaufende U-Boote. Nach der Landung der Alliierten in der Normandie war die Otto Flohr in La Rochelle eingeschlossen; sie wurde mit der Kapitulation am 8. Mai 1945 an Frankreich übergeben.

### FranzösischeOtarie1946–1951
Die französische Regierung ließ das Schiff zum Fischdampfer zurück bauen und vercharterte es 1946 als Otarie (Fischereikennzeichen F 1031) an die Reederei Armateurs de la Grande Peche de Fécamp et du Havre in Fécamp, die es wieder im Fischfang einsetzte.

### AlsSaarlandundPreußenin Deutschland 1951–1962
1951 erwarb die Bremerhavener Reederei Siebert & Co. das Schiff von der französischen Regierung und benannte es in Saarland um (Fischereikennzeichen BX 608). Bereits am 18. Dezember 1952 startete die erste Fangfahrt und führte an die norwegische Küste.
Infolge finanzieller Schwierigkeiten der Reederei 1953 charterte die Cuxhavener Hochseefischerei GmbH das Schiff, das weiterhin unter dem Namen Saarland fuhr. Ein Jahr später erwarb sie die Saarland und taufte sie in Preußen um; das Fischereikennzeichen blieb identisch. Erst jetzt erfolgte der Rückbau der Umbauten aus Kriegsmarinezeiten und das Schiff erhielt das ursprüngliche Aussehen zurück. Weitere Fahrten führten vor allem in den Nordatlantik nach Island und Grönland. Die letzte Fangreise beendete sie am 18. Februar 1962, am 30. April trat sie die letzte Fahrt nach Hamburg zum Abwracken an.